# نورس آيسلندا

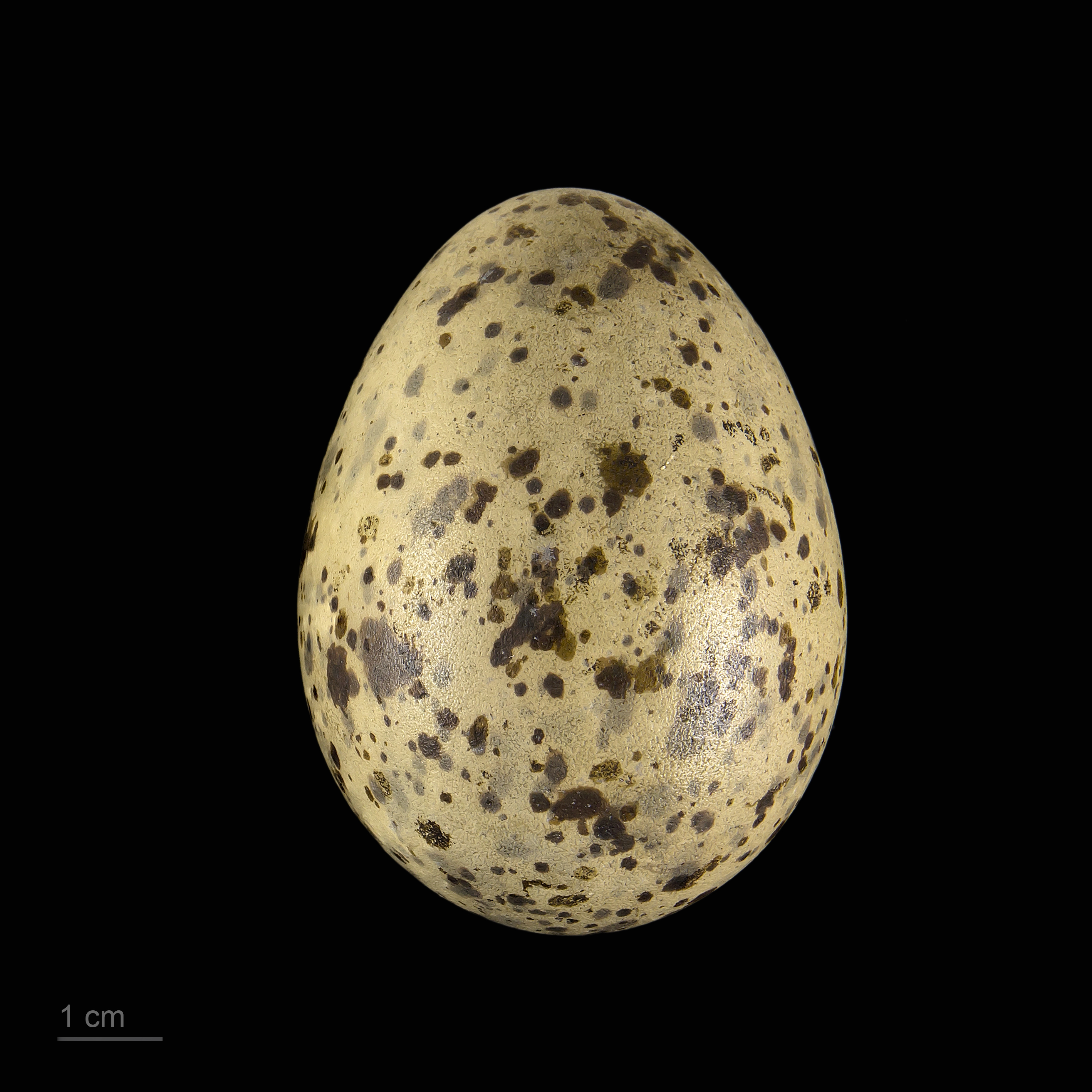
Larus glaucoides

نورس آيسلندا (الاسم العلمي: Larus glaucoides) (بالإنجليزية: Iceland Gull)‏ هو نوع من الطيور يتبع جنس النورس من الفصيلة النورسية.